# Koroner

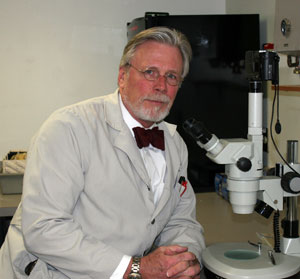
Americký koroner Graham Hetrick

Koroner (angl. coroner) je v mnoha zemích angloamerického práva státní či soudní úředník, jehož hlavní zodpovědností je vyšetřovat úmrtí a vydávat listy o prohlídce zemřelého v nejednoznačných případech. V roce 2012 byla tato funkce zavedena i v České republice. Funkci koronera může vykonávat jakýkoli lékař s atestací a jeho úkolem je provádět ohledání těla v případě úmrtí mimo zdravotnické zařízení a vystavovat příslušnou dokumentaci.

## Angloamerické právo

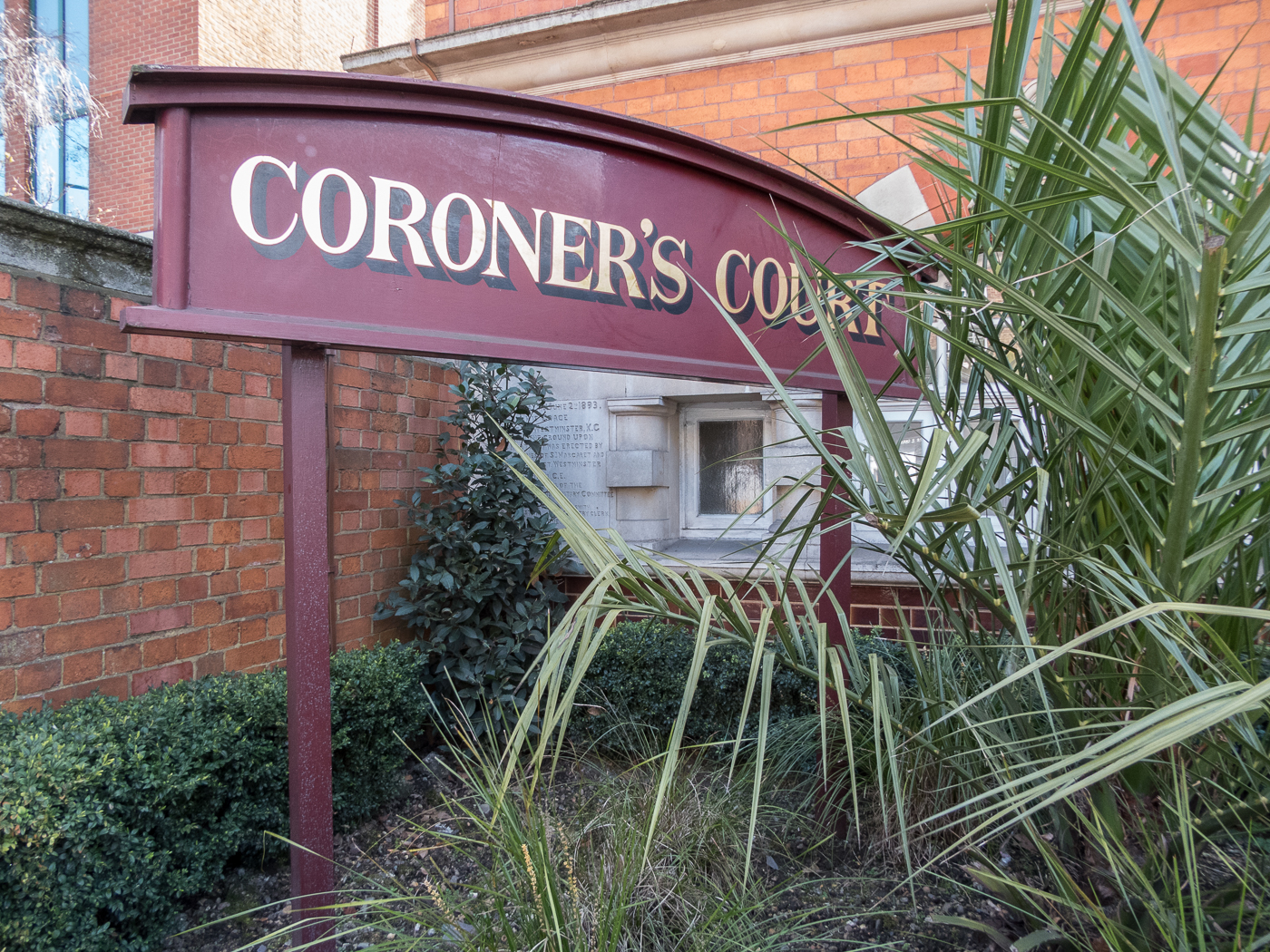
Sídlo úřadu koronera ve Westminsteru

První doložená zmínka o úřadu koronera pochází z roku 1194. Jeho název pochází z latinského corona, označení pro služebníka anglické Koruny, který měl původně na starosti její soukromé majetkové záležitosti. Později mezi koronerovy úkoly patřilo rozhodování, co s nalezenými poklady, zda patří koruně v rámci doktríny bona vacantia a podobně.
Například v Anglii je koroner jmenován z řad právníků (barristerů a solicitorů) a lékařů s nejméně pětiletou praxí. Méně složité případy rozhoduje koroner sám, ale také může nařídit pitvu nebo zahájit vyšetřování (inquest). Koronerovo vyšetřování je v zásadě soudní proces před koronerovým soudem. Vyšetřování koroner zahájit musí vždy, když je podezření na násilnou nebo jinak nepřirozenou smrt a pokud někdo zemřel v policejní vazbě nebo ve věznici.
Vyšetřování má formu obžalovacího řízení, často před porotou, argumenty obou stran shromažďují právníci, velkou roli hrají znalecké posudky. Na konci procesu je vynesen verdikt – přirozená smrt, nešťastná náhoda, sebevražda, nezákonné zabití, zákonné zabití, mrtvě narozené dítě apod., případně tzv. open verdict, pokud není možné příčinu smrti stanovit. Koronerovo vyšetřování není náhradou trestního procesu, ale koronerův verdikt může posloužit jako velmi pádný důkaz v civilním procesu a při uplatňování pojistných nároků.

## Česká republika

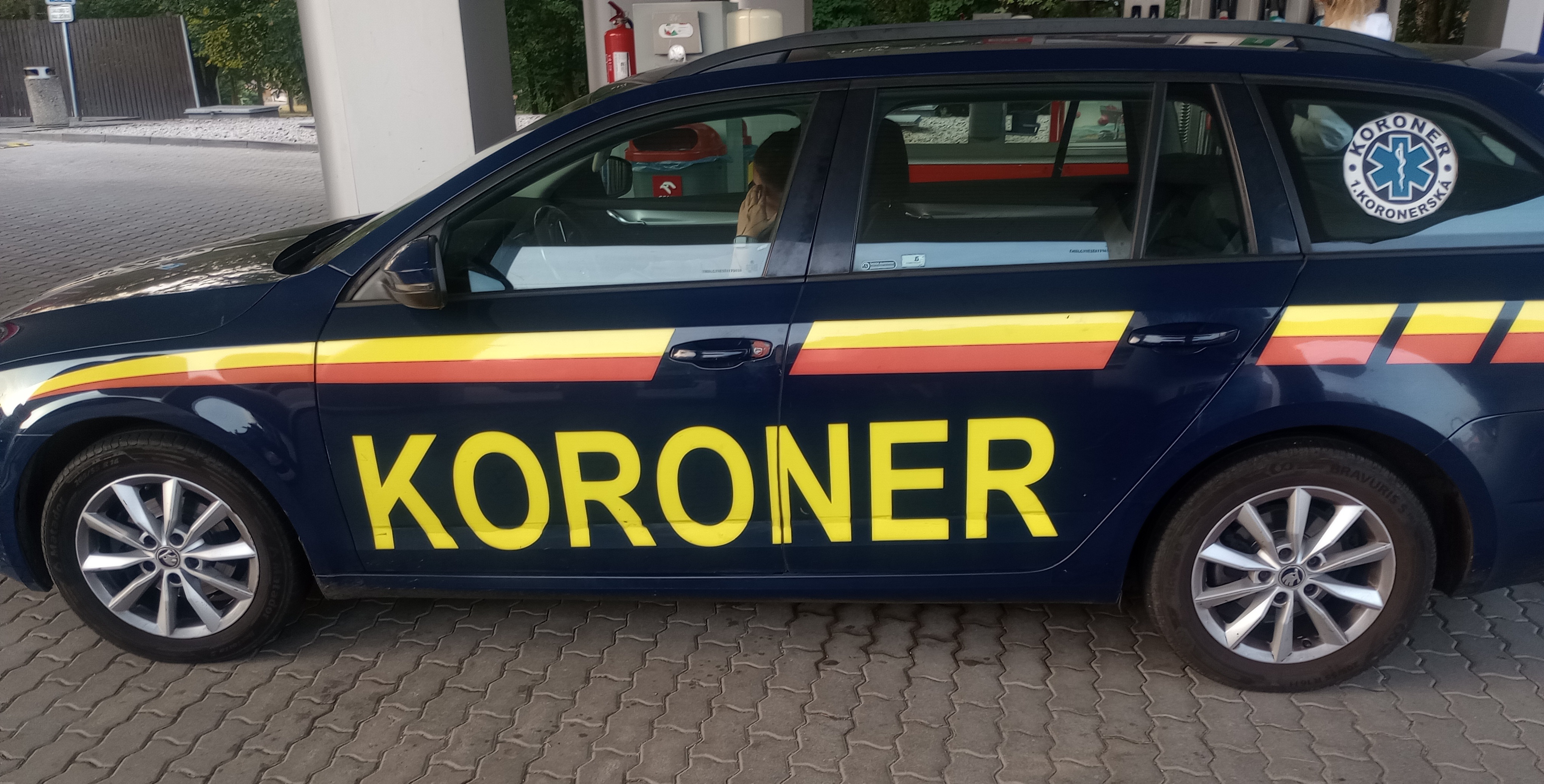
Vozidlo koronera v Plzeňském kraji, 2024

V České republice umožnily vznik instituce koronera nové zákony z roku 2011 – zákon o zdravotních službách č. 372/2011 Sb. a zákon o zdravotnické záchranné službě č. 374/2011 Sb., které upravují praxi prohlídky zemřelých mimo zdravotnické zařízení. Před přijetím těchto zákonů ohledání těl prováděli lékaři záchranné služby, což omezovalo jejich akceschopnost. Proto byla vytvořena pozice "Lékaře provádějícího prohlídku těl zemřelých při úmrtí mimo zdravotnické zařízení", neformálně zvaného koroner. Podle této novely jsou prohlídky těl zemřelých mimo zdravotnická zařízení povinni zajišťovat:
- poskytovatelé v oborech všeobecné praktické lékařství a praktické lékařství pro děti a dorost, a to v případě svých registrovaných pacientů v rámci provozní doby a v rozsahu provádění návštěvních služeb;
- poskytovatel zdravotnické záchranné služby, a to v případě, kdy k úmrtí došlo při poskytování přednemocniční neodkladné péče;
- v ostatních případech krajský úřad, který služby koronera zajišťuje prostřednictvím smlouvy s lékařem nebo poskytovatelem zdravotních služeb uzavřené na základě výběrového řízení.

Tato pozice lékaře specializovaného na zemřelé tak umožňuje ostatním lékařům věnovat se živým pacientům. Lékař záchranné služby může prohlídku provést v případě například neúspěšné resuscitace, ale přijede-li k již mrtvému tělu, musí případ předat koronerovi. Praktický lékař prohlídku mimo ordinační nebo návštěvní hodiny prohlídku vykonat nemůže, to je rovněž v kompetenci koronera.
Koronerem může být jakýkoliv lékař s atestací (nezávisle na odbornosti). Jeho úkoly jsou:
- ohledat tělo zemřelého a konstatovat smrt;
- stanovit pravděpodobné datum a čas úmrtí a pravděpodobnou příčinu smrti;
- rozhodnout, zda bude provedena pitva a pokud ano jaký typ (patologicko-anatomická nebo zdravotní);
- vyplnit List o prohlídce zemřelého a zajistit předání jeho jednotlivých částí příslušným orgánům.

| Kraj                 | Smluvní poskytovatel služby koronera                          |
| -------------------- | ------------------------------------------------------------- |
| Hlavní město Praha   | ZZS hlavního města Prahy (od 2012)                            |
| Středočeský kraj     | 1. koronerská s. r. o. (od 2018)                              |
| Jihočeský kraj       | 1. koronerská s. r. o. (od 2014)                              |
| Plzeňský kraj        | 1. koronerská s. r. o. (od 2014)                              |
| Karlovarský kraj     | ZZS Karlovarského kraje (od 2014)                             |
| Ústecký kraj         | 1. koronerská s. r. o. (od 2018)                              |
| Liberecký kraj       | ZZS Libereckého kraje (2014–)                                 |
| Královéhradecký kraj | 1. koronerská s. r. o. (od 2014)                              |
| Pardubický kraj      | N/A                                                           |
| Kraj Vysočina        | 1. koronerská s. r. o. (od 2022)                              |
| Jihomoravský kraj    | 1. koronerská s. r. o. (od 2014)                              |
| Olomoucký kraj       | N/A                                                           |
| Moravskoslezský kraj | Městská nemocnice Ostrava (2014–2017) 1. koronerská (od 2017) |
| Zlínský kraj         | 1. koronerská                                                 |